# 蓉城竹
蓉城竹（学名：Phyllostachys bissetii）为禾本科刚竹属下的一个种。
蓉城竹又称白夹竹或白荚竹，成年竹可长至高5-6米，直径粗约2厘米。幼竹竿深绿色，略带紫色，有白粉覆盖。叶片长7-11厘米，宽约1.2-1.6厘米。笋期一般在4月中、下旬，笋可以食用。产于中国浙江、四川。1941年由四川成都伴随大熊猫而被引入美国栽培。竿作柄材或篾用。